# Chiesa di San Giacomo Maggiore (Caldes)
La chiesa di San Giacomo Maggiore è la chiesa parrocchiale patronale di San Giacomo, frazione di Caldes in Trentino. Fa parte della zona pastorale delle Valli del Noce nell'arcidiocesi di Trento e risale al XIV secolo.

## Storia

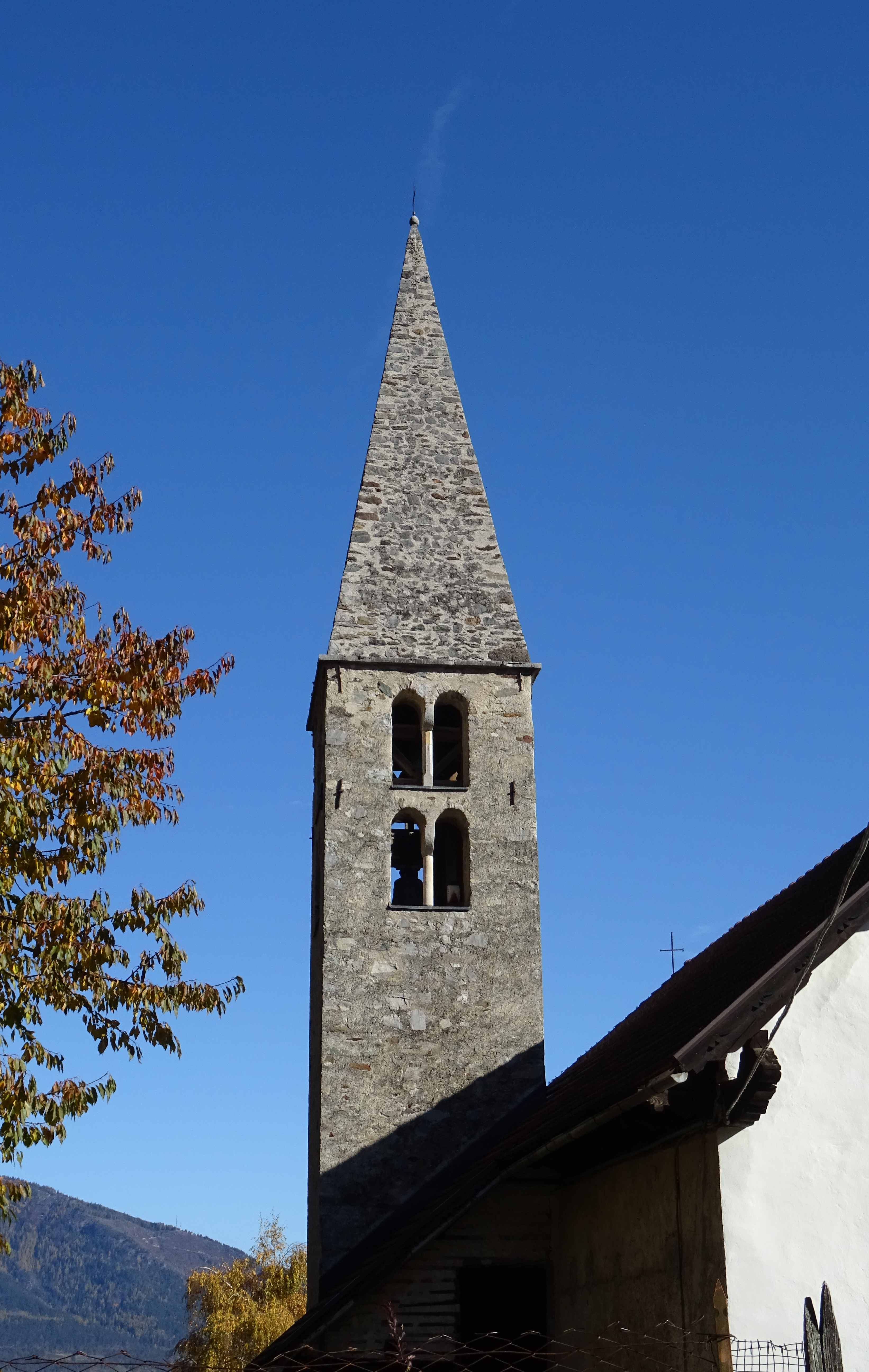
Torre campanaria

Il luogo di culto è particolarmente importante per la frazione di San Giacomo, che anticamente era chiamato Solasna e fu solo in seguito che prese il nome dal santo al quale è dedicata la sua chiesa. La sua prima citazione risale al 1384, quando era sussidiaria della pieve di Livo, la chiesa della Natività di Maria. Nel 1515 l'antico edificio venne ricostruito in stile gotico e rimase la torre campanaria originale. Entro la fine del secolo gli interni vennero decorati ad affresco e parte di questi sono ancora presenti presso l'arco santo. La sala venne ampliata nel 1620 e nello stesso periodo fu elevata a dignità curaziale.
Nel 1649 vennero consacrati gli altari laterali e nel 1708 fu oggetto di un importante lavoro di rifacimento della copertura del tetto con un rafforzamento statico delle volte. Una nuova ristrutturazione fu realizzata nel 1742, poi fu costruita la sagrestia e nel 1821 fu rifatta la facciata senza modificare il portale. Venne elevata a dignità di chiesa parrocchiale nel 1960.
L'ultimo importante intervento ha riguardato l'adeguamento liturgico realizzato in modo non definitivo. La mensa rivolta al popolo è stata posta al centro del presbiterio mentre l'altare maggiore storico è stato mantenuto per la custodia eucaristica nel suo tabernacolo. L'ambone è stato posto a destra e la sede del celebrante a sinistra.

## Descrizione

### Esterni

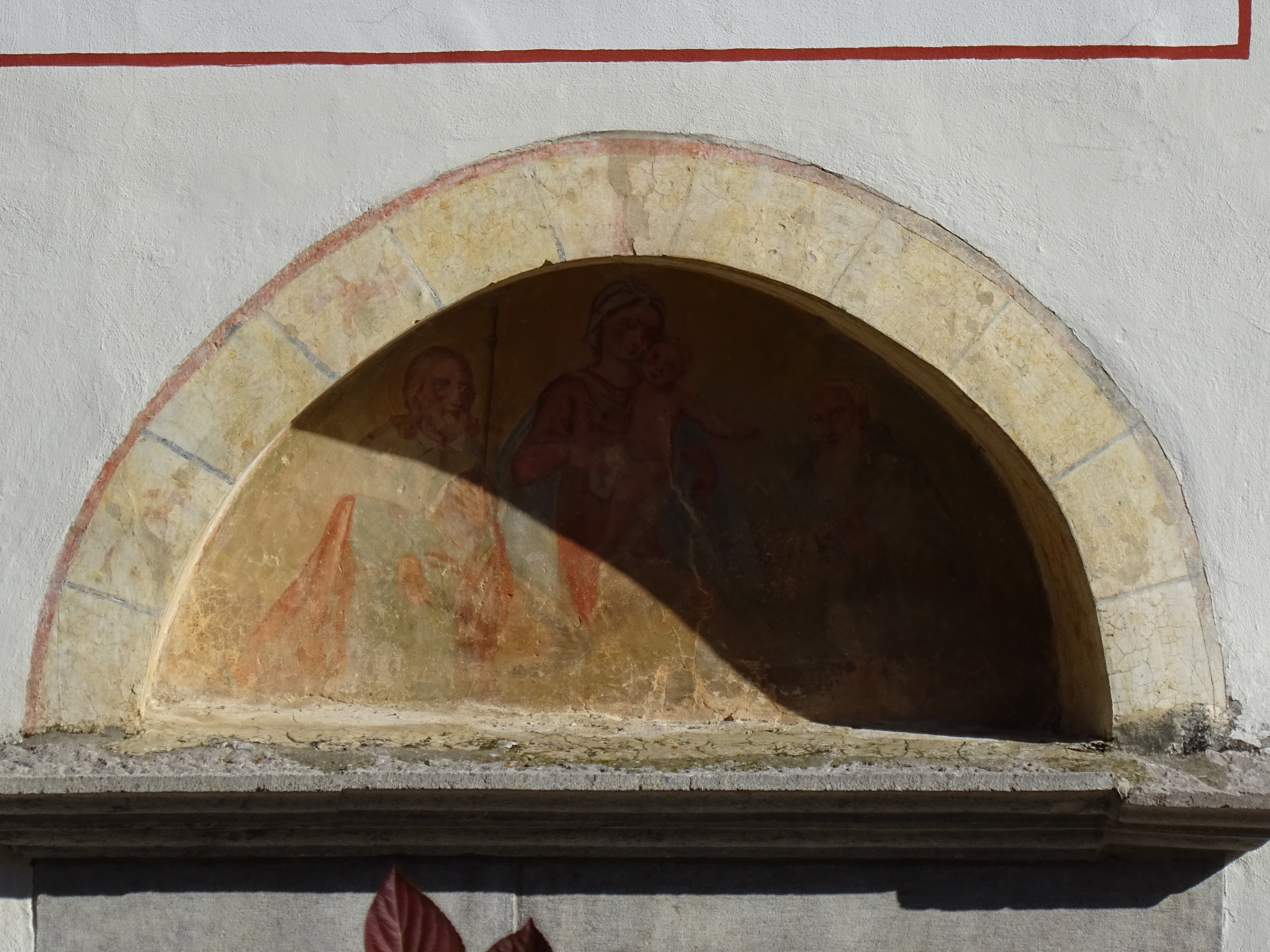
Lunetta affrescata sopra il portale

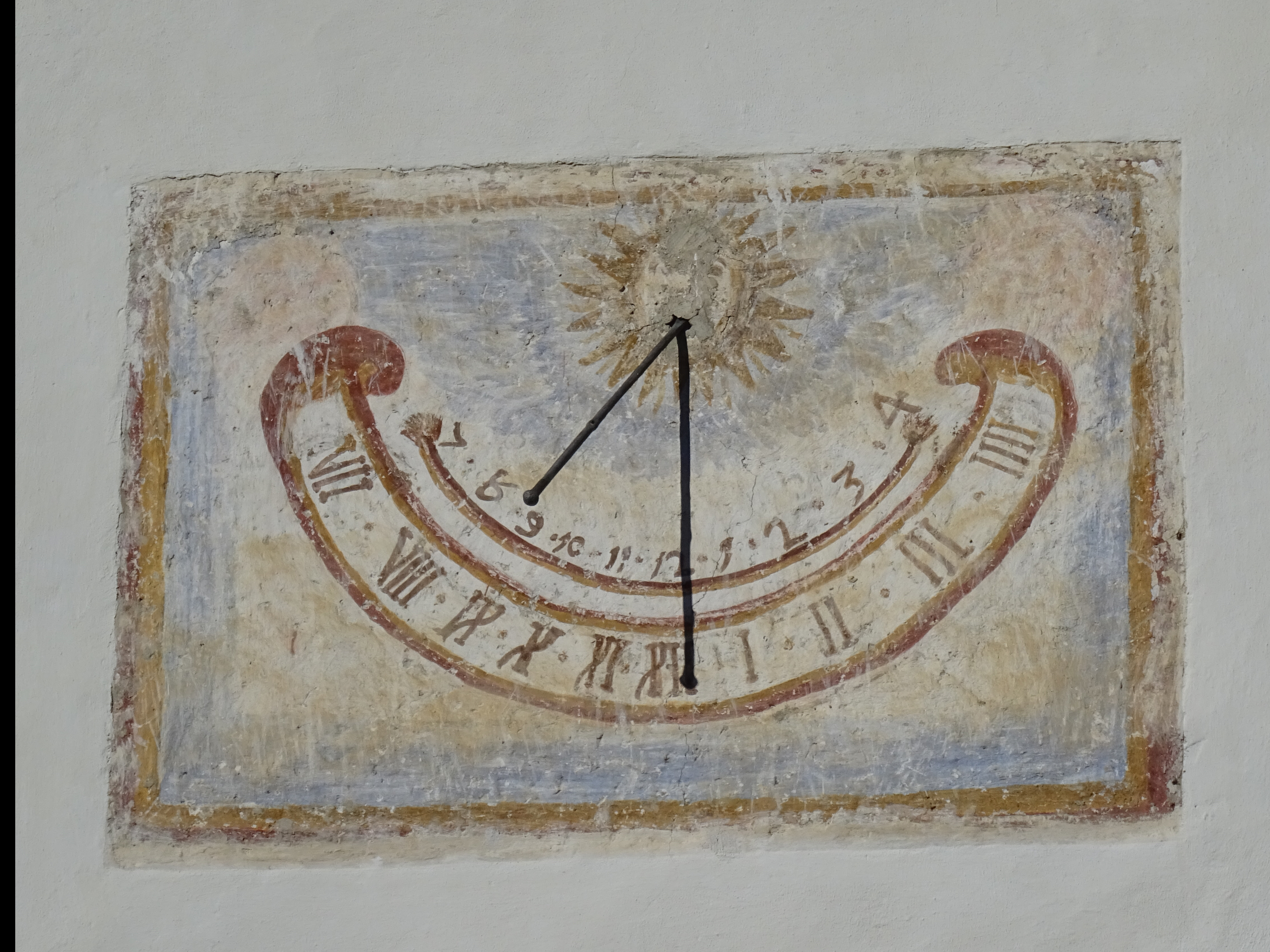
Meridiana sulla facciata laterale a sud

La chiesa si trova nella parte settentrionale dell'abitato di San Giacomo, accanto al cimitero della comunità e con orientamento verso nord-est. La facciata a capanna tardo gotica con due spioventi è semplice, con il portale architravato rinascimentale arricchito dalla lunetta superiore affrescata. Ai lati vi sono due piccole finestre con inferriate e sopra, in asse, la finestra che porta luce alla sala, dal contorno superiore mistilineo. La torre campanaria, che risale al XIV secolo, ha una cella campanaria doppia con due ordini di finestre a bifora in stile romanico e la copertura è una piramide acuta a base quadrata. 

### Interni
La navata interna è unica, formata da tre campate ed ampliata dalla cappella laterale a sinistra. Il presbiterio è leggermente rialzato. Nella sala sono conservate opere artistiche di notevole valore, come l'altare maggiore storico che vi è stato trasferito dalla chiesa della Santissima Trinità di Trento ed è ricco di marmi pregiati. La pala raffigura San Giacomo Maggiore e Santi Maddalena e Ignazio. Oltre all'altare maggiore quello laterale a sinistra è notevole per la statua lignea che raffigura il titolare e la pala che raffigura San Romedio, sant'Antonio e i santi Pietro e Paolo.